# Lasiplexia figulimargo
Lasiplexia figulimargo là một loài bướm đêm trong họ Noctuidae.